# Smilax talbotiana
Smilax talbotiana är en enhjärtbladig växtart som beskrevs av A.Dc. Smilax talbotiana ingår i släktet Smilax och familjen Smilacaceae.
Artens utbredningsområde är Guyana. Inga underarter finns listade.